# Trockij (serie televisiva)
Trockij (in lingua russa Tроцкий) è una serie televisiva russa del 2017. In Italia è stata interamente distribuita in lingua originale con sottotitoli in italiano su Netflix a partire dall'11 dicembre 2018.

## Trama
La biografia di Lev Trockij dall'inizio della militanza comunista, ai rapporti politici tra Lenin e Stalin, dalla famiglia con la seconda moglie Natal'ja al rapporto di amicizia con Frida Kahlo, fino all'assassinio per mano dell'agente del NKVD Ramón Mercader in Messico.

## Episodi
| n° | Titolo originale | Titolo italiano | Prima TV Russia | Prima TV Italia  |
| -- | ---------------- | --------------- | --------------- | ---------------- |
| 1  | ---              | Episodio 1      | 6 novembre 2017 | 11 dicembre 2018 |
| 2  | ---              | Episodio 2      | 6 novembre 2017 | 11 dicembre 2018 |
| 3  | ---              | Episodio 3      | 7 novembre 2017 | 11 dicembre 2018 |
| 4  | ---              | Episodio 4      | 7 novembre 2017 | 11 dicembre 2018 |
| 5  | ---              | Episodio 5      | 8 novembre 2017 | 11 dicembre 2018 |
| 6  | ---              | Episodio 6      | 8 novembre 2017 | 11 dicembre 2018 |
| 7  | ---              | Episodio 7      | 9 novembre 2017 | 11 dicembre 2018 |
| 8  | ---              | Episodio 8      | 9 novembre 2017 | 11 dicembre 2018 |

## Produzione
La proposta di una serie incentrata sulla controversa figura storica di Lev Trockij arrivò da Konstantin Ernst, il direttore di Pervyj kanal.
Secondo quanto dichiarato da Elena Afanasieva, responsabile dell'ufficio creativo di Pervyj kanal, passò meno di un anno dalla proposta al completamento della serie. Successivamente, Konstantin Ernst confermò la dichiarazione della Afanasieva, aggiungendo che poiché un'altra serie incentrata sulla rivoluzione d'ottobre era stata cancellata dalla programmazione aziendale, si trovò costretto a contattare urgentemente il produttore Aleksandr Cekalo con la proposta di una fiction su Trockij in sostituzione del progetto scartato.
Konstantin Jur'evič Chabenskij aveva già interpretato Trockij in precedenza nella serie televisiva Esenin del 2005. Secondo Konstantin Ernst, produttore di entrambe le serie, Chabenskij aveva recitato "scorrettamente" da un punto di vista storico. Chabenskij stesso disse che l'80% della sua parte in Esenin era stata tagliata al montaggio, e nella nuova serie televisiva volle interpretare Trockij secondo la sua idea originaria.

## Critiche
La serie è stata criticata per numerose inesattezze storiche e la sua rappresentazione di Trockij come un leader megalomane e sanguinario che orchestrò la Rivoluzione di ottobre per i suoi fini ideologici di Internazionalismo proletario, ricorrendo a molti degli stereotipi antisemiti utilizzati dall'Armata Bianca zarista per screditarlo durante la Guerra civile russa. Tra le inesattezze storiche viene lasciato intendere che Trockij sapesse che il suo assassino era uno stalinista e lo avesse invitato per scrivere la sua biografia. Proprio sull'assassinio di Trockij per mano di Ramón Mercader, un agente dell'NKVD sotto copertura inviato da Stalin, e sul ruolo nell'omicidio della sua amante Sylvia, che facilitò l'introduzione del sicario nella ristretta cerchia dei conoscenti intimi di Trockij, secondo i detrattori si concentrato altri gravi errori di carattere storico. Rispondendo alle critiche, Konstantin Ėrnst, produttore esecutivo della serie, ha insistito sul fatto che stavano mirando a tessere una narrativa romanzata intorno ai fatti di base della biografia di Trockij piuttosto che fare un documentario storicamente accurato. Ernst chiarisce che il compito della serie è più ampio di quello di un semplice racconto biografico: «Abbiamo fatto affidamento sui punti principali della biografia, ma volevamo mostrare un personaggio modello di qualsiasi rivoluzione. Trockij, in un certo senso, è un topos ideale - corrisponde alla formula di tutte quelle persone che sono motivate dalla vita a fare una rivoluzione, e a chi la fa davvero, e quindi a diventare la sua stessa vittima. Penso che abbiamo mostrato Trockij in modo convincente. In modo che non si potesse dire che se Trockij avesse sconfitto Stalin, sarebbe stato migliore. No. Non sarebbe stato migliore».
Sulla questione dell'affidabilità storica della serie, due diverse interviste con il regista hanno chiarito il suo punto di vista: «Ci sono alcuni fatti e tutto il resto è finzione»; «Non abbiamo realizzato un documentario, ma alcuni segnali sono stati importanti per noi, dai quali abbiamo tratto ispirazione. Non eravamo lì, e ciò che è realmente accaduto, non lo sappiamo. Ci sono solo fatti e documenti, che sono anche lungi dall'essere sempre documenti reali. D'altra parte, è stato fatto molto lavoro preparatorio con gli sceneggiatori. Pertanto, nulla è stato inventato nel senso della vita di Trockij e delle sue azioni».
Inoltre, la serie è stata accusata da alcuni critici di essere una rilettura della storia russa in favore di Vladimir Putin e della sua ideologia controrivoluzionaria globale, una sorta di propaganda per la Russia contemporanea, "inequivocabilmente allineata con le direttive del Cremlino", critica della "decadenza occidentale" e delle "interferenze" estere negli affari interni russi. Lo storico russo biografo di Trockij, Aleksandr Reznik, ha espresso l'opinione che nella serie, l'immagine di Trockij sia deliberatamente demonizzata al fine di screditare i moderni oppositori, spesso accusati di lavorare per governi stranieri.
La serie è stata più volte criticata dopo l'uscita su Netflix. Il nipote di Trockij, Esteban Volkov, protestò contro lo spettacolo, e la sua lettera fu firmata da molti intellettuali e storici di sinistra. Lo storico Aleksandr Reznik, tra i firmatari della lettera, definì la serie "spazzatura terribile": «Secondo gli standard di Netflix, questa è una serie terribilmente sessista in cui il ruolo delle donne nella rivoluzione è deliberatamente pervertito. I restanti partecipanti a quegli eventi - operai, soldati, contadini - sullo schermo si trasformano semplicemente in comparse, in masse anonime. Ecco come le élite moscovite condizionate vedono la politica ora. Credono che nulla sia mai cambiato. E Trockij funge da canale conveniente per trasmettere un'ideologia così conservatrice in tutto il Paese».

## Premi e riconoscimenti
L'associazione dei produttori cinematografici e televisivi russi, ha premiato la serie nelle categorie di: miglior suono, miglior montaggio, migliore direzione artistica, miglior fotografia, miglior effetti speciali, migliore attrice ad Olga Sutulova, miglior attore a Konstantin Jur'evič Chabenskij e miglior serie televisiva.